# Immeuble au 8, rue Aregnaudeau de Nantes
L'immeuble situé au no 8 de la rue Aregnaudeau à Nantes, en France, fut bâti au début du XIXe siècle et a été inscrit au titre des monuments historiques en 2005.

## Historique
Il s'agit d'une maison bourgeoise de style néo-classique construite en 1801.
Le bâtiment est inscrit au titre des monuments historiques par arrêté du 22 septembre 2005.